# Against the Ropes
Against the Ropes è un film del 2004 diretto da Charles S. Dutton, con protagonista Meg Ryan.

## Trama
Il film è ispirato alla storia di Jackie Kallen una donna ebrea di Detroit diventata manager di boxe, portando al successo diversi atleti. La pellicola ruota principalmente intorno al rapporto di Jackie con un boxer, Luther Shaw.